# دهستان روداب غربی
دهستان روداب غربی، یکی از دهستان‌های بخش بروات شهرستان بم در استان کرمان ایران است. مرکز این دهستان، روستای کروک است.

## جمعیت
بر پایه سرشماری عمومی نفوس و مسکن در سال ۱۳۹۵، جمعیت دهستان روداب غربی برابر با ۲۳٬۹۸۳ نفر بوده‌است.